# Melodifestivalen 1970
Melodifestivalen 1970 skulle ha varit den 12:e upplagan av musiktävlingen Melodifestivalen och samtidigt Sveriges uttagning till Eurovision Song Contest 1970. Det här året valde flera länder i Eurovisionen, däribland Sverige, att bojkotta tävlingen på grund av att fyra länder kunnat dela på segern året innan. De länder som valde att avstå tävlan ansåg det vara orättvist och därför stod dessa över. 
Inget svenskt bidrag skickades till Eurovision Song Contest (ESC) 1970, som hölls i Amsterdam i Nederländerna den 21 mars det året.

## Bakgrund till protesten
I och med att fyra länder (Spanien, Frankrike, Nederländerna och Storbritannien) delade på förstaplatsen året innan, ansåg bland annat de då tävlande nordiska länderna (Finland, Norge och Sverige) att resultatet inte var okej. Man valde att hoppa av 1970 års Eurovision Song Contest, eftersom det inte fanns någon regel som kunde avgöra hur man skulle göra om en sådan situation uppstod igen. Protesten gav dock gensvar och till året därpå var regeln införd som innebär att endast ett land kan vinna en festival. Skulle två eller flera länder hamna på samma poäng, kommer det att avgöras i första hand efter antalet länder som gett landet poäng, därefter högst antal poäng osv. I Sverige ledde bojkotten så pass långt att man inte TV-sände ESC-finalen det året.

## Eurovision Song Contest

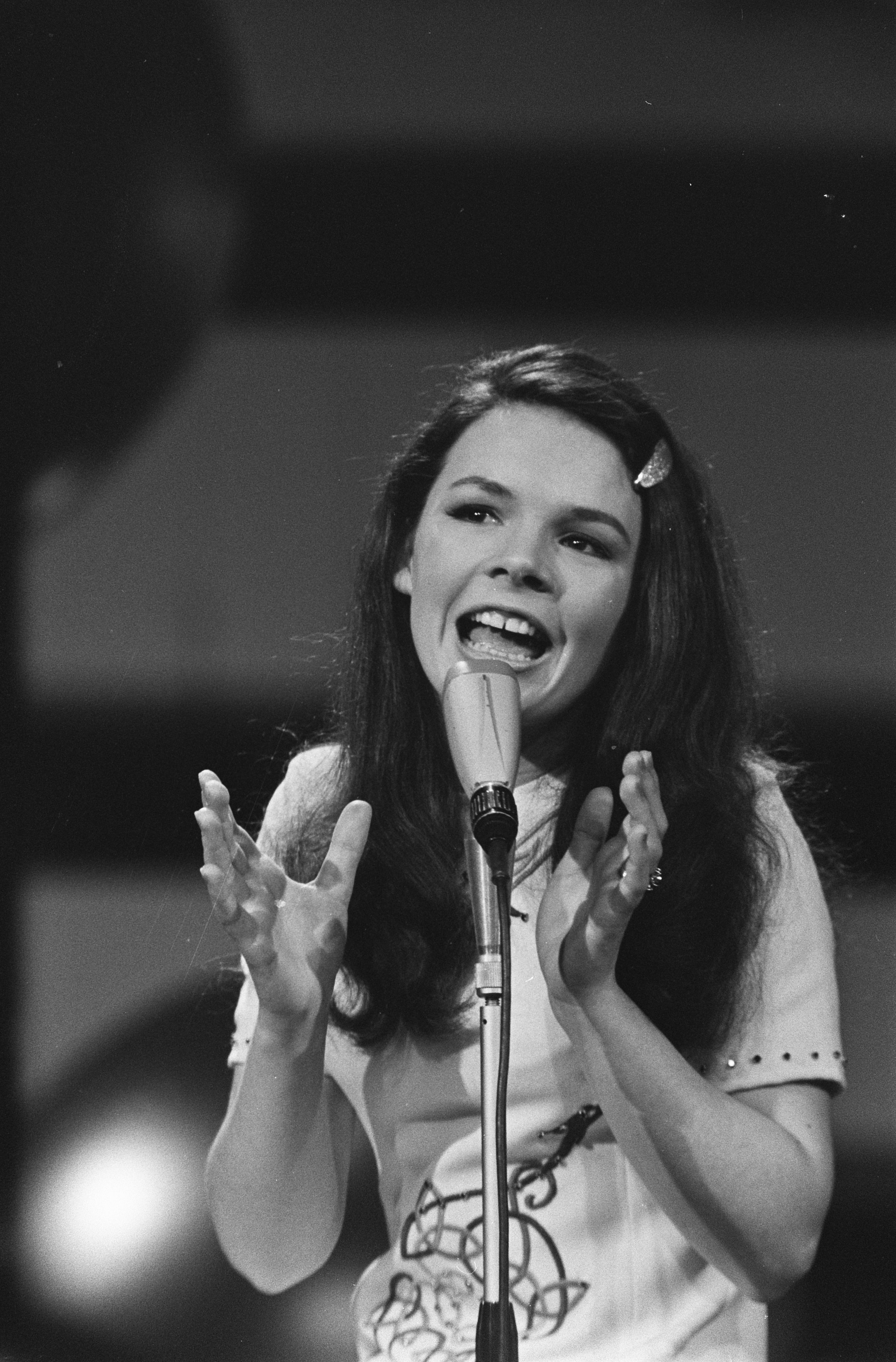
Dana, som vann Eurovision Song Contest för Irland det här året.

Efter, vad många tävlande ESC-länder ansåg vara, skandalen året innan med fyra länder som delade på vinsten, blev det endast tolv länder som ställde upp det här året (mot sexton föregående år). Finland, Norge, Portugal, Sverige och Österrike bojkottade festivalen på grund av detta, och inga fler länder gjorde sin debut. Danmark valde att stå över utan motivering. Genom lottdragning avgjordes det att ESC-finalen skulle förläggas till Nederländerna, som valde att förlägga tävlingen till RAI Congrescentrum i Amsterdam. Själva finalen gick av stapeln den 21 mars. För första gången återkom ingen artist från tidigare år. Jurygrupperna hade samma system som året innan, det vill säga att varje lands jury bestod av tio personer där varje medlem hade en poäng vardera att lägga på sin favorit. Klumpsumman för varje land blev därför landets resultat.
Eftersom EBU ville undvika att få ett liknande scenario från föregående år, infördes en ny EBU-regel inför årets festival. Den regeln sade att man skulle göra en skiljeomröstning ifall två eller flera länder skulle hamna på samma totalpoäng vid vinst, men även vid andra positioner. Segern skulle dock delas om resultatet fortfarande var oavgjort efter denna omröstning, vilket dock aldrig har skett i ESC. Eftersom denna regel infördes valde de flesta länderna, bl.a. de nordiska länderna, att återkomma till tävlingen igen året därpå.
Efter juryöverläggningarna stod det klart att Irland fått sin första seger med 32 poäng, tätt följd av Storbritannien på 26 poäng och Västtyskland på 12 poäng. Sist blev Luxemburg, som slutade poänglös. Storbritanniens andraplacering det här året innebar att landet fick sin sjunde andraplacering på tretton år.